# ابون دو فلوری
ابون دو فلوری (به فرانسوی: Abbon de Fleury) (ح. ۹۴۵ میلادی - ۱۳ نوامبر ۱۰۰۴ میلادی) که با عنوان آبون قدیس نیز شناخته می‌شود، راهب و قدیس مسیحی اهل پادشاهی فرانسه بود.

## زندگی
در نزدیکی اورلئان به دنیا آمد. در فلوری راهب شد و در پاریس و رن تحصیل کرد. با نوشته‌هایش در ریاضیات و ستاره‌شناسی و همچنین زندگانی پاپ‌ها و استقلال صومعه‌ها از حاکمیت سکولار و اسقفی، به عنوان یکی از دانشوران زمان خود شهرت یافت. به دعوت اسوالد ووستر دو سال از ۹۸۵ میلادی در دِیر رمزی در انگلستان گذراند. در آن‌جا با تعالیم خود موجب تسریع جنبش اصلاحات مذهبی در انگلستان شد. نخستین زندگی‌نامه ادموند قدیس را نوشت و آن را به دانستن قدیس تقدیم کرد. سال ۹۸۸ میلادی راهب بزرگ فلوری شد. سفری اصلاحی به صومعه لا رئول در گسکونی داشت. در این محل در میانه بلوایی که در مشاجره‌ای بین راهبان و سایرین درگرفت درحالی‌که سعی در آرام کردن آن‌ها داشت، کشته شد. به جهت مرگ خشونت‌آمیزی که داشت به شهید قلمداد گردید.